# Iglesia de San Alfonso (Salta)
El santuario de Nuestra Señora del Perpetuo Socorro y San Alfonso es un templo católico ubicado en la ciudad de Salta, Argentina. Fue construido desde 1908 hasta 1911 principalmente para alojar a la réplica de la Virgen del Perpetuo Socorro, que había sido traída unos años antes desde Europa.

## Historia
En 1883 los padres redentoristas llegaron a Salta y se instalaron en la iglesia de La Merced para misionar a caballo en los Valles Calchaquíes.
El 19 de abril de 1894 se finaliza la construcción de una pequeña parroquia consagrada a la Virgen del Perpetuo Socorro en la actual calle Leguizamón. Debido al crecimiento poblacional, en 1908 se le encarga al arquitecto alemán Huesgen Ziegelmeir una gran ampliación, que es finalizada el 1 de agosto de 1911. Tras la ampliación, se declara a San Alfonso, fundador de la Congregación Redentorista, santo patrón de la iglesia, y a la Virgen del Perpetuo Socorro, advocación de la misma. En 1957 Monseñor Tavella eleva al grado de parroquia a la iglesia, pasándose a llamar Parroquia Nuestra Señora del Perpetuo Socorro y San Alfonso. Los vitrales interiores representan escenas de la vida de San Alfonso, San Miguel Arcángel, Santa María Magdalena, Santa Ana y Santa Teresa de Ávila.
Si bien el origen de la imagen original de la virgen es incierto, se cree que fue pintada en la isla de Creta en el siglo X sobre madera de cedro encuadrado en nogal, en el estilo plano de los íconos y de una calidad sencilla. En la parroquia se conserva dos réplicas del cuadro, la que sale en procesión y la que está ubicada en el altar mayor. El retrato original de 0.60 x 0.90m se encuentra en Roma.
Existe una tradición de los Caballeros de la Virgen, quienes cabalgan desde 1911 con uno de los cuadros a caballo cada primer domingo de julio.